# NGC 3244
NGC 3244 je spiralna galaktika u zviježđu Zračnoj pumpi.

## Vanjske poveznice
- SEDS: NGC 3244
- (eng.) Revidirani Novi opći katalog
- (eng.) Izvangalaktička baza podataka NASA-e i IPAC-a
- (eng.) Astronomska baza podataka SIMBAD
- (eng.) VizieR